# Каролина-холл (Чапел-Хилл)
Каролина-холл (англ. Carolina Hall; до 2015 года официально известно под именем Сондерс-холл, Saunders Hall) ― здание кампуса Университета Северной Каролины в Чапел-Хилле. Было построено в 1922 году и названо в честь Уильяма Л. Сондерса, полковника армии Конфедеративных Штатов Америки во время Гражданской войны. Под нынешнем названием здание официально известно с 2015 года.

## История
Решением ректора Университета Северной Каролины в Чапел-Хилле здание было названо в честь Уильяма Л. Сондерса в 1922 году, спустя тридцать лет после его смерти. В качестве причины увековечивания его памяти отмечались такие заслуги, как звание полковника армии южан, занятие должности государственного секретаря штата, а также тот факт, что он был «главой Ку-Клукс-Клана в штате Северная Каролина». Здание было построено на территории главного двора кампуса Университета Северной Каролины в Чапел-Хилле кампус и оставалось официально известно под своим первоначальным именем в течение 93 лет. В 2014 году студенты университета обратились с петицией к попечительскому совету университета с просьбой переименовать здание из-за связей Сондерса с Ку-Клукс-Кланом. Многие просили сменить изменить название на «Хёрстон-Холл» в честь Зоры Ниэл Хёрстон. Попечительский совет принял решение о переименовании здания: за эту инициативу проголосовало 10 по 13 попечителей. В мае 2015 года университет объявил, что здание будет переименовано в «Каролина-Холл», что и официально произошло 13 августа того же года. Попечительский совет также принял решение о том, чтобы запретить какие-либо изменения имён других зданий на территории кампуса в течение шестнадцати лет.

## Протесты
Движение чёрных студентов протестовало против старого названия здания начиная с 2001 года. В 2015 году началась новая протестная кампания: активисты-афроамериканцы потребовали переименовать здание и установить новую, политически корректную мемориальную табличку у памятника Тихому Сэму. Среди членов попечительского совета, однако, отсутствовал консенсус относительного того, как расовая история университета должна быть отражена в его памятниках, что и объясняется количеством голосов за и против переименования.